# Hugo de Abt
Hugo de Abt (overleden op 12 mei 886 in Orléans) was van 865 tot aan zijn dood graaf van Auxerre en van 866 tot aan zijn dood graaf van Tours. Hij behoorde tot de Welfen-dynastie. Zijn bijnaam dankte hij aan de omstandigheid dat hij als lekenabt verschillende beduidende kloosters en prebenden bezat.

## Levensloop
Hugo was een jongere zoon van graaf Koenraad I van Auxerre uit diens huwelijk met Adelheid van Tours, dochter van graaf Hugo van Tours. Hij was tevens een neef van de West-Frankische koning Karel de Kale.
In 853 werd hij als opvolger van zijn vader lekenabt van het Saint-Germainklooster in Auxerre. Hij bekleedde in die tijd ook het ambt van zendgraaf voor Nivernais, de regio waarin hij landgoederen bezat. Van 859 tot 861 was Hugo lekenabt van de Abdij van Sint-Bertinus, een functie die hij tot in 861 ook uitoefende in het klooster van Saint-Riquier. In 861 viel hij blijkbaar in ongenade bij Karel de Kale en leverde hij zijn titels in. Kort daarna trad hij in dienst van koning Lotharius II van Lotharingen, die hem in 864 tot aartsbisschop van Keulen wilde benoemen, hoewel Hugo slechts de rang van subdiaken had. Dit laatste schijnt tot plaatselijke weerstand te hebben geleid, waardoor het plan van Lotharius II mislukte. Na enige tijd verzoende Hugo zich met Karel de Kale en in 865 werd hij in opvolging van zijn broer Koenraad II graaf van Auxerre.
In 864 was zijn moeder hertrouwd met Robert de Sterke, hertog in Neustrië en graaf van Tours. Nadat Robert in 866 sneuvelde in de Slag bij Brissarthe tegen de Vikingen en de Bretoenen, werd Hugo de Abt door Karel de Kale tot opvolger benoemd in diens landerijen tussen de Seine en de Loire. Daarnaast werd hij ook markgraaf in de Bretonse Mark, graaf van Tours en Angers en verwierf hij de prebende van lekenabt in het Saint-Martinklooster in Tours.
Na de dood van Karel de Kale in 877 stelden hij, aartskanselier Jocelin en aartsbisschop Hincmar van Reims de voorwaarden voor de troonsbestijging van de West-Frankische koning Lodewijk de Stamelaar. Nadat Lodewijk twee jaar later zelf stierf, probeerde Hugo de verdeling van het West-Frankische Rijk tussen diens zonen Lodewijk III en Karloman II te verhinderen. Om de dreiging van het Oost-Frankische Rijk tegen te gaan, besliste Hugo in 880 dan om Lodewijk en Karloman allebei te kronen en bovendien slaagde hij erin om het regentschap over de minderjarige jongens te verwerven. In die tijd verloor West-Francië de Provence aan Boso van Vienne en moest het rijk Lotharingen na het Verdrag van Ribemont afstaan.
Hugo de Abt bleef de voogd van Karloman in Aquitanië en Bourgondië, aartskanselier Jocelin bekleedde die positie in Neustrië en ging van hieruit de strijd aan met Boso van Vienne om de Provence weer bij het West-Frankische Rijk te voegen. Toen na de plotse dood van Lodewijk III het koninkrijk opnieuw verenigd werd onder de heerschappij van Karloman, won Hugo opnieuw sterk aan invloed, maar hij kon die echter niet handhaven tegenover Jocelin.
Ondertussen verwierf hij ook nog verschillende geestelijke ambten: in 874 werd hij abt van de Abdij van Sint-Vaast, in 876 abt van het Saint-Aignanklooster in Orléans, in 877 abt van het Saint-Julienklooster in Auxerre en het Sainte-Colombeklooster in Sens. In 880 werd hij ten slotte aartskapelaan van de koninklijke kapel.
Na de dood van Hugo in 886 werden zijn bezittingen in de Loirestreek geërfd door Odo van Parijs, de zoon van zijn stiefvader Robert de Sterke, die hierdoor eindelijk in het bezit kwam van de erfenis van zijn vader. Hugo de Abt werd bijgezet in de kerk van het Saint-Germainklooster in Auxerre. 